# Dolgane
Cet article concerne la langue dolgane. Pour le peuple dolgane, voir Dolganes.
Le dolgane est une langue turque parlée par environ 1 054 Dolganes dans la péninsule de Taïmyr en Russie.

## Classification
Le dolgane appartient à la famille des langues turques du Nord. Cette famille est un sous-groupe des langues turques, qui appartient à la famille des langues altaïques.
Comme le finnois, le hongrois et le turc, le dolgane utilise l'harmonie vocalique, c'est une langue agglutinante et n'a pas de genre grammatical. C'est une langue SOV (Sujet-Objet-Verbe).

## Histoire de la langue

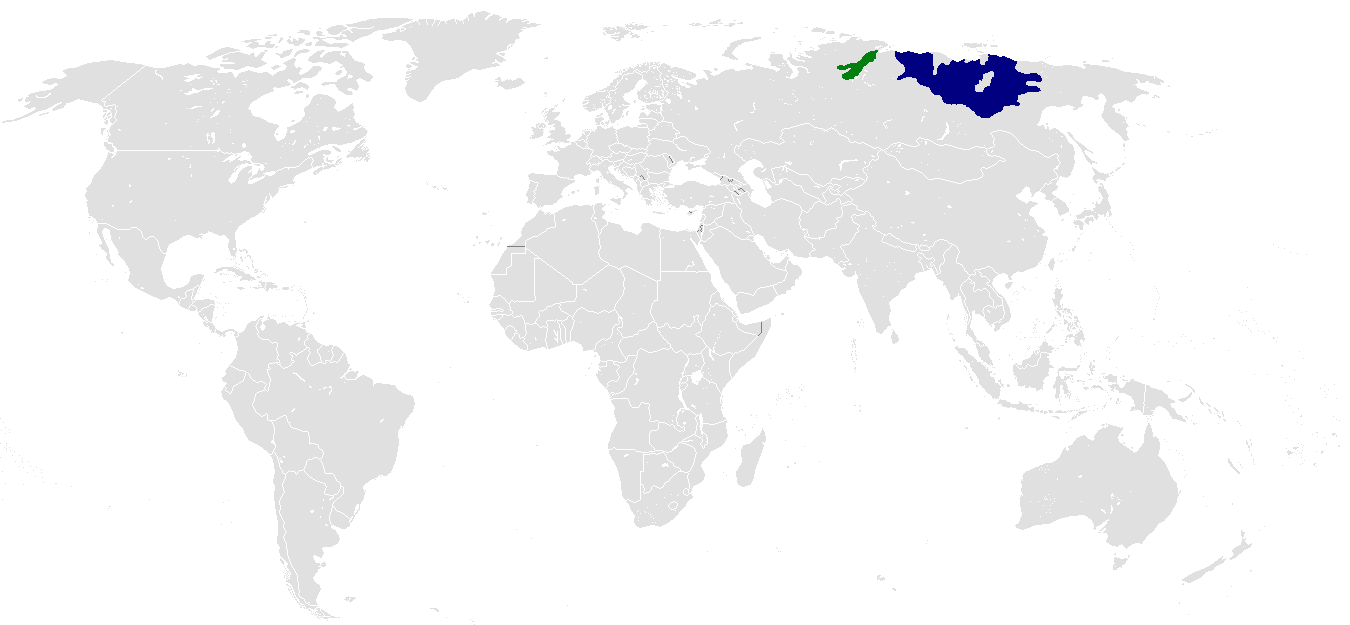
Localisation des locuteurs dolganes (en vert). En bleu les locuteurs du iakoute.

Les Dolganes descendent des Evenkis qui vivaient sur la rivière Viliouï et qui adoptèrent la langue yakoute au cours de la migration vers le Taïmyr. Au XVIIe siècle, ces populations émigrèrent vers le Nord-ouest de la Iakoutie : devant le danger que représentaient l'arrivée des Cosaques depuis les années 1630 (pression des impôts russes, épidémies, conflits inter-ethniques, etc.), ainsi que devant l'extension des territoires de Yakoutes, se dispersant aussi au cours de cette période.
La langue dolgane est donc de formation récente et reste proche du yakoute. L'origine toungouse de la population est encore sensible par la présence de nombreuses caractéristiques maintenues après l'adoption du parler yakoute, que ce soit dans le lexique ou dans la morphologie du dolgane.
Cette langue est restée non-écrite jusqu'au XXe siècle. La poétesse Ogdo Aksënova a posé les bases d'une littérature écrite dolgane,.

## Écriture
Le dolgane est principalement écrit l’alphabet cyrillique. Un alphabet conçu pour le yakoute dans les années 1930 peut en pratique être utilisé pour le dolgane. Dans les années 1960, des textes dolganes sont publiés dans la revue Советский Таймыр.
En 1973, le premier livre en langue dolgane, un recueil de poèmes d’Ogdo Aksyonova, est publié. Dans cette collection, l’alphabet russe a été utilisé avec les lettres supplémentaires Дь дь, Һ һ, Ҥ ҥ, Нь нь, Ө ө, Ү ү. Le premier dictionnaire dolgane est publié en 1984.
| а | б | в | г | д | е | ё | ж | з | и | й | к | л | м | н | ң (ӈ) | о | ө | п |
| р | с | һ | т | у | ү | ф | х | ц | ч | ш | щ | ъ | ы | ь | э     | ю | я |   |

La lettre ң a parfois la forme de ӈ. Elle a par exemple les deux formes dans l’abécédaire d’Aksionova et Barvolina de 1990 publié chez Prosvechtchenie (ru), la forme ң dans le dictionnaire dolgane-russe russe-dolgane de 1992 ou la forme de ӈ dans d’autres ouvrages chez le même éditeur.

## Phonologie
Les tableaux présentent les phonèmes vocaliques et consonantiques du dolgane.

### Voyelles
|         | Antérieure                  | Centrale      | Postérieure                 |
| ------- | --------------------------- | ------------- | --------------------------- |
| Fermée  | i [i] ii [iː] ü [y] üü [yː] | ï [ɨ] ïï [ɨː] | u [u] uu [uː]               |
| Moyenne | e [e] ee [eː]               |               | ö [ø] öö [øː] o [o] oo [oː] |
| Ouverte |                             | a [a] aa [aː] |                             |

### consonnes
|                  | Bilabiale | Dentale | Latérale | Palatale | Vélaire | Pharyng. |
| ---------------- | --------- | ------- | -------- | -------- | ------- | -------- |
| Occlusive sourde | p [p]     | t [t]   |          | t' [tʲ]  | k [k]   |          |
| Occlusive sonore | b [b]     | d [d]   |          | d' [dʲ]  | g [g]   |          |
| Fricative sourde |           | s [s]   |          |          |         | h [h]    |
| Fricative sourde |           |         |          | č [tʃ]   |         |          |
| Fricative sonore |           |         |          | dž [dʒ]  |         |          |
| Nasale           | m [m]     | n [n]   |          | ń [nʲ]   | ŋ [ŋ]   |          |
| Liquide          |           | r [r]   | l [l]    |          |         |          |
| Semi-voyelle     |           |         |          | j [j]    |         |          |

## Sources
- [Androsova 1997] (ru) C.И. Aндросoвa, « Дoлгaнcкий язык », dans Языки мира, Тюркские языки, Moscou, Izdatel'stvo Indrik,‎ 1997, 235-242 p. (ISBN 5-85759-061-2)
- [Artemev et Petrov 2003] (ru) Н. М. Артемьев et А. А. Петров, Долганский язык в таблицах : Учебное пособие для учащихся старших классов Допущено Министерством образования Российской Федерации, Санкт-Петербург, Просвещение,‎ 2003 (ISBN 5-09-005234-4)
- [Artemev, Petrov et Spiridonova 2003] (ru) Н. М. Артемьев, А. А. Петров et Ж. П. Спиридонова, Долганский язык, Saint-Petersbourg, Филиал издательства «Просвещение»,‎ 2003 (lire en ligne)
- [Aksionova et Barvolina 1990] (ru) Е. Е. Аксёнова et А. А. Барболина, Букварь для 1 класса долганских школ, Ленинград, Просвещение,‎ 1990. (ISBN 5-09-000148-0)
- (de) Marek Stachowski, Dolganischer Wortschatz, Cracovie, Uniwersytet Jagielloński, coll. « Zeszyty Naukowe Uniwersytetu Jagiellońskiego MLXXVI, Prace Językoznawcze, Zeszyt 114 », 1993, 264 p. (ISBN 83-233-0618-4, lire en ligne)
- (de) Marek Stachowski, Dolganische Wortbildung, Cracovie, Księgarnia Akademicka, 1997 (ISBN 83-7188-169-X, lire en ligne)
- (de) Marek Stachowski, Dolganischer Wortschatz. Supplementband, Cracovie, Księgarnia Akademicka, 1998, 282 p. (ISBN 83-7188-216-5)